# George C. Wolfe
George Costello Wolfe (Frankfort, Kentucky, 23 de septiembre de 1954) es un dramaturgo, director de escena y director de cine estadounidense, ganador de un Premio Tony en 1993 por su labor como director de la obra Angels in America: Millennium Approaches y en 1996 por dirigir el musical Bring in 'da Noise/Bring in 'da Funk. Se desempeñó como director artístico del Teatro Público entre 1993 y 2004. En 2020 dirigió el largometraje Ma Rainey's Black Bottom.

## Obras

### Teatro
| Año  | Título                                   | Crédito                       |
| ---- | ---------------------------------------- | ----------------------------- |
| 1992 | Jelly's Last Jam                         | Director, escritor            |
| 1993 | Angels in America: Millennium Approaches | Director, productor           |
| 1993 | Angels in America: Perestroika           | Director, productor           |
| 1994 | Twilight: Los Angeles, 1992              | Director, productor           |
| 1995 | The Tempest                              | Director, productor           |
| 1996 | Bring in 'da Noise, Bring in 'da Funk    | Director, productor           |
| 1998 | Golden Child                             | Productor                     |
| 1998 | On the Town                              | Director, productor           |
| 2000 | The Ride Down Mt. Morgan                 | Productor                     |
| 2000 | The Wild Party                           | Director, productor, escritor |
| 2002 | Elaine Stritch At Liberty                | Director, productor           |
| 2002 | Topdog / Underdog                        | Director, productor           |
| 2003 | Take Me Out                              | Productor                     |
| 2004 | Caroline, or Change                      | Director, productor           |
| 2006 | Mother Courage and Her Children          | Director                      |
| 2011 | The Normal Heart                         | Director                      |
| 2013 | Lucky Guy                                | Director                      |
| 2016 | Shuffle Along                            | Director, escritor            |
| 2018 | The Iceman Cometh                        | Director                      |
| 2019 | Gary: A Sequel to Titus Andronicus       | Director                      |

### Filmografía
| Año  | Título                               | Crédito            |
| ---- | ------------------------------------ | ------------------ |
| 1989 | Trying Times                         | Escritor           |
| 1993 | Fires in the Mirror                  | Director           |
| 1994 | Fresh Kill                           | Actor              |
| 2004 | Garden State                         | Actor              |
| 2005 | Lackawanna Blues                     | Director           |
| 2006 | The Devil Wears Prada                | Actor              |
| 2008 | Nights in Rodanthe                   | Director           |
| 2014 | You're Not You                       | Director           |
| 2017 | The Immortal Life of Henrietta Lacks | Director, escritor |
| 2019 | She's Gotta Have It                  | Actor              |
| 2020 | Ma Rainey's Black Bottom             | Director           |